# Çöğmen, Dalaman
Çöğmen là một xã thuộc huyện Dalaman, tỉnh Muğla, Thổ Nhĩ Kỳ. Dân số thời điểm năm 2011 là 631 người.